# Advecție (fizică)
În fizică advecția este procesul de modificare a unei proprietăți fizice (de regulă, o mărime fizică intensivă) care se produce într-un anumit punct P, provocat de mișcarea de ansamblu a masei de fluid din spațiul în care se află punctul P. Mărimea fizică asociată punctului P este în general o valoare scalară care face parte dintr-un câmp scalar definit pentru întregul sistem în care are loc mișcarea fluidului.
Pentru descrierea riguroasă a evoluției temporale a modificării unei mărimi s oarecare se ia în considerare vectorul viteză momentană {\displaystyle \scriptstyle {\vec {v}}} din punctul P și se exprimă viteza de variație a proprietății {\displaystyle \scriptstyle S({\vec {r}},\,t)} studiate, prin derivata parțială de ordinul întâi în raport de timp:
{\displaystyle {\frac {\partial }{\partial t}}S({\vec {r}},\,t)=-{\vec {v}}\,\nabla S({\vec {r}},\,t)}
Dacă în punctul P se studiază variația unei  mărimi vectoriale {\displaystyle \scriptstyle {\vec {S}}({\vec {r}},\,t)}, atunci relația care exprimă viteza de variație a mărimii, se exprimă prin relația:
{\displaystyle {\frac {\partial }{\partial t}}{\vec {S}}({\vec {r}},\,t)=-\left({\vec {v}}\,\nabla \right){\vec {S}}({\vec {r}},\,t)}
În relațiile de mai sus, prin simbolul {\displaystyle \nabla } a fost notat operatorul diferențial de ordinul întâi gradient, definit prin relația {\displaystyle \nabla ={\vec {i}}{\frac {\partial }{\partial x}}+{\vec {j}}{\frac {\partial }{\partial y}}+{\vec {k}}{\frac {\partial }{\partial x}}}, unde {\displaystyle x}, {\displaystyle y}, {\displaystyle z} sunt coordonatele punctului P iar {\displaystyle {\vec {i}}}, {\displaystyle {\vec {j}}} și {\displaystyle {\vec {k}}} sunt versorii axelor de coordonate.